# John 5

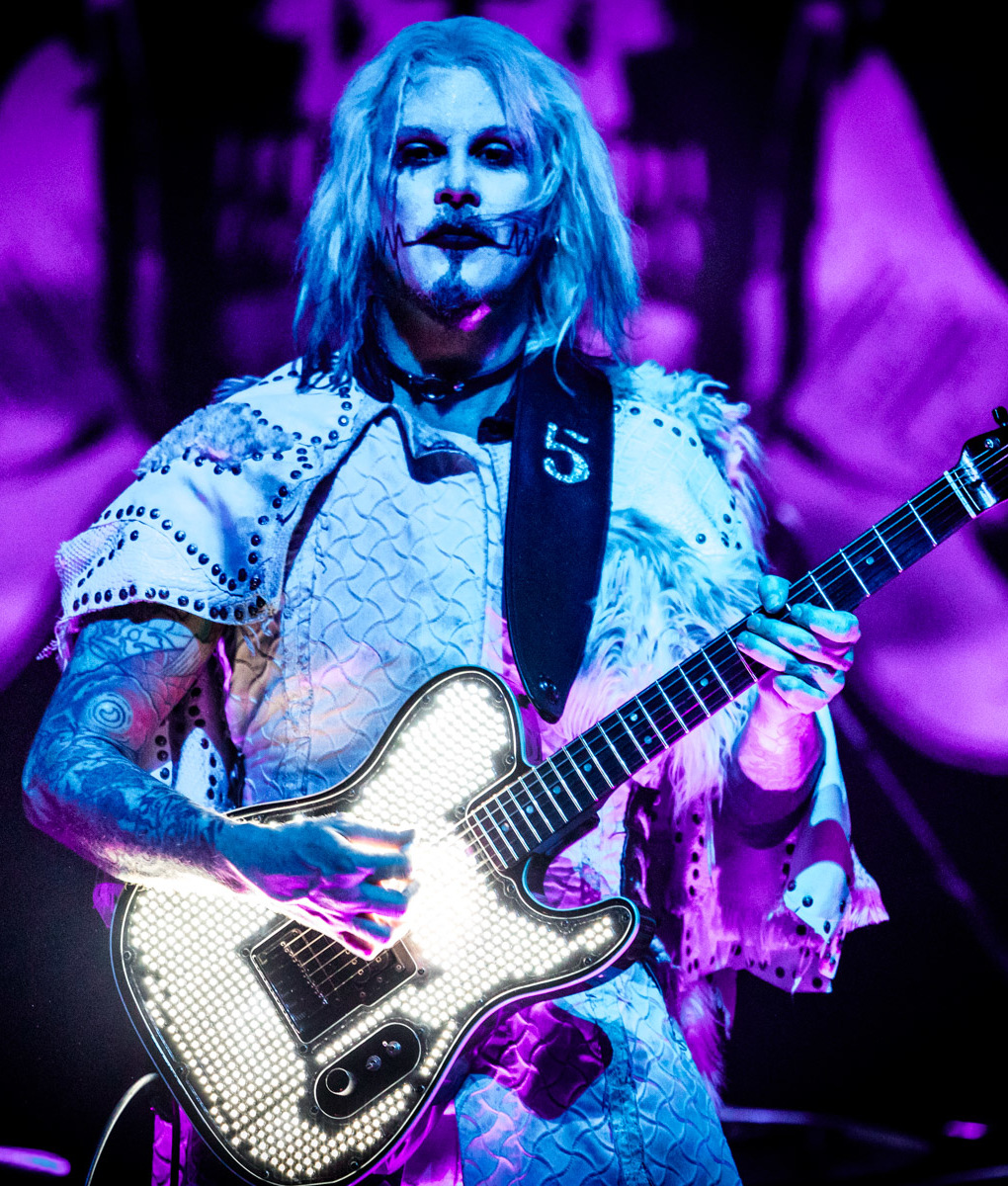
John 5 (2019)

John 5, bürgerlich John William Lowery (* 31. Juli 1970 in Grosse Pointe, Michigan), ist ein US-amerikanischer Gitarrist. Lowery ist einem breiten Publikum vor allem durch die Zusammenarbeit mit Marilyn Manson bekannt geworden, in dessen Band er von 1998 bis 2004 Lead-Gitarre spielte.

## Leben

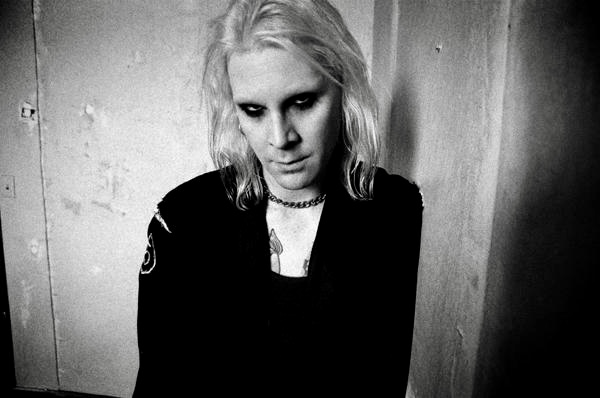
John 5 (2006)

Lowery begann im Alter von sieben Jahren mit dem Gitarrenspiel. Seine Einflüsse waren zunächst Bands wie The Monkees, später jedoch auch KISS oder Musiker wie Jimi Hendrix.
Im Alter von 18 Jahren ging er nach Los Angeles, um Sessionmusiker zu werden. Durch seinen Ruf, schnell und preisgünstig zu arbeiten, wurde Lowery zunächst häufig für Werbespots und Fernsehproduktionen (unter anderem Baywatch) engagiert. Seine ersten bedeutenden Liveauftritte absolvierte er mit Künstlern wie John Wetton (Asia), Wilson Phillips, Rick Springfield sowie der Rapgruppe Salt ’n’ Pepa. Für eine Tournee mit k.d. lang setzte sich John bei einem Casting gegen 2000 andere Gitarristen durch.
1996 bekam er die erste Möglichkeit für Marilyn Manson zu spielen. Da Lowery nicht rechtzeitig zum Vorstellungstermin erschien, erhielt zunächst der Gitarrist Zim Zum (Timothy Michael Linton) die Stelle. Lowery spielte daraufhin 1997 gemeinsam mit Rob Halford unter dem Bandnamen 2wo das Industrial-Metal-Album Voyeurs ein. 1998 ging Lowery mit Ex-Van-Halen-Sänger David Lee Roth auf Tournee. Nach der Tour bekam Lowery eine zweite Chance für Marilyn Manson zu arbeiten und stieg 1998 als Gitarrist in die Band des Rockers ein. Von Manson erhielt Lowery seinen Künstlernamen John 5. Der Name ist dem Film Nummer 5 lebt! entlehnt. Später behauptete Warner, die Zahl 5 stehe nur für das fünfte Bandmitglied. Die Zusammenarbeit mit Manson dauerte bis 2004 und umfasste mehrere Tourneen und die Aufnahmen zu verschiedenen Alben. Seit seinem Ausstieg bei Manson hat Lowery sowohl Soloprojekte verfolgt, als auch wieder für verschiedene Künstler Gitarre gespielt (z. B. bei Rob Zombie auf der Ozzfest-Tour 2005). Außerdem arbeitet er mit seiner Band „Loser“ an einem Album. Dieses Projekt wurde jedoch vom Label fallengelassen wegen Johns Absagen für die Tour, da diese Termine in Konflikt mit den Tourdaten von Rob Zombie standen. John 5 spielt jetzt fest bei Rob Zombie als Gitarrist. 2012 veröffentlichte er mit God Told Me To sein sechstes Solo-Album, bei dem Rob Zombie das Cover gestaltete, und agierte bei Zombies Horror-Thriller The Lords of Salem als Komponist.
2023 wurde John 5 offizielles Bandmitglied von Mötley Crüe, da Mick Mars gesundheitsbedingt nicht mehr live auftritt.

## Stil

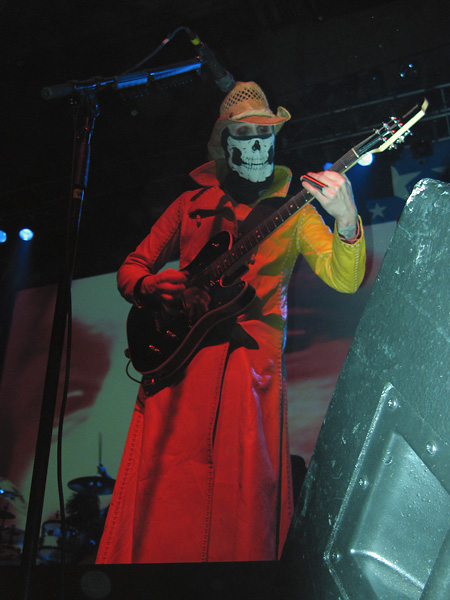
John 5, (2006)

Das Gitarrenspiel von Lowery ist stark geprägt von Stilistiken, die sich vor allem bei Countrymusikern finden. Diese Spielweise transportiert Lowery in Hard Rock und Heavy Metal, indem er das Tempo zum Teil extrem steigert und den Klang seiner Gitarre durch starke Verzerrung und weitere Effekte verfremdet. Ebenfalls ungewöhnlich für einen Heavy-Metal-Gitarristen sind die von Lowery bevorzugten E-Gitarren des Typs Fender Telecaster. Im Jahr 2004 erhielt Lowery von der Firma Fender daher drei persönliche Signature-Gitarren. Die Fender J5 Telecaster (Elektrisch), J5 Telecaster Bigsby und die J5 Acoustic (Akustisch).

## Diskografie
- 2004: Vertigo
- 2005: Songs For Sanity
- 2007: The Devil Knows My Name
- 2008: Requiem
- 2009: Remixploitation (Remixalbum)
- 2010: The Art of Malice
- 2012: God Told Me to
- 2014: Careful With That Axe
- 2017: Season Of The Witch (John 5 & The Creatures)[5]
- 2019: Invasion (John 5 & The Creatures)
- 2021: Sinner (John 5 & The Creatures)

## Filmografie (Auswahl)
Komponist
- 2012: The Lords of Salem
- 2016: 31